# Idanha-a-Nova (freguesia)
A Freguesia de Idanha-a-Nova foi uma freguesia portuguesa do Município de Idanha-a-Nova, na antiga província da Beira Baixa, região do Centro (Região das Beiras) e sub-região da Beira Interior Sul, freguesia que tinha 227,96 km² de área, e 2 352 habitantes (2011), e, por isso, uma densidade populacional de  10,4 hab/km².

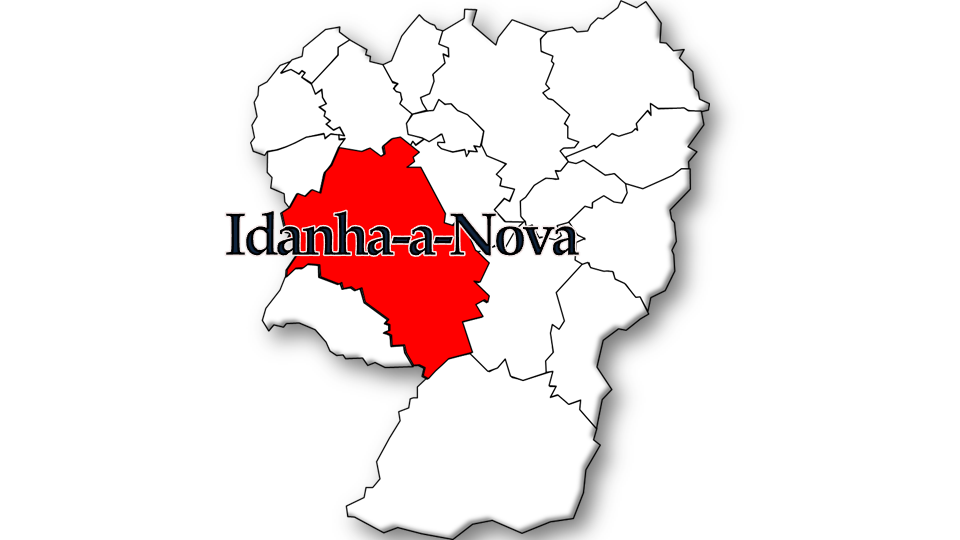
Localização no Município de Idanha-a-Nova

A Freguesia de Idanha-a-Nova foi extinta em 2013, no âmbito de uma reforma administrativa nacional, para, em conjunto com a Freguesia de Alcafozes, formar uma nova freguesia denominada União das Freguesias de Idanha-a-Nova e Alcafozes da qual é a sede.

## População
| População da freguesia de Idanha-a-Nova | População da freguesia de Idanha-a-Nova | População da freguesia de Idanha-a-Nova | População da freguesia de Idanha-a-Nova | População da freguesia de Idanha-a-Nova | População da freguesia de Idanha-a-Nova | População da freguesia de Idanha-a-Nova | População da freguesia de Idanha-a-Nova | População da freguesia de Idanha-a-Nova | População da freguesia de Idanha-a-Nova | População da freguesia de Idanha-a-Nova | População da freguesia de Idanha-a-Nova | População da freguesia de Idanha-a-Nova | População da freguesia de Idanha-a-Nova | População da freguesia de Idanha-a-Nova |
| --------------------------------------- | --------------------------------------- | --------------------------------------- | --------------------------------------- | --------------------------------------- | --------------------------------------- | --------------------------------------- | --------------------------------------- | --------------------------------------- | --------------------------------------- | --------------------------------------- | --------------------------------------- | --------------------------------------- | --------------------------------------- | --------------------------------------- |
| 1864                                    | 1878                                    | 1890                                    | 1900                                    | 1911                                    | 1920                                    | 1930                                    | 1940                                    | 1950                                    | 1960                                    | 1970                                    | 1981                                    | 1991                                    | 2001                                    | 2011                                    |
| 2 566                                   | 2 938                                   | 3 079                                   | 3 610                                   | 4 185                                   | 3 924                                   | 4 129                                   | 5 272                                   | 4 969                                   | 4 567                                   | 2 951                                   | 2 742                                   | 2 454                                   | 2 519                                   | 2 352                                   |

## Património
- Castelo de Idanha-a-Nova
- Casa Pignatelli, casa brasonada na Rua José Silvestre Ribeiro n.º 41
- Edifício na Rua de São Pedro (26-28)
- Edifício na Rua de São Pedro (13-15)
- Ermida de Nossa Senhora da Graça
- Vestígios do convento franciscano de arrábidos
- Indústria tradicional da cerâmica
- Edifícios da câmara municipal e da Biblioteca Municipal
- Povoado pré-histórico de Monte do Trigo